# Astragalus exiguus
Astragalus exiguus es una especie de planta del género Astragalus, de la familia de las leguminosas, orden Fabales.

## Distribución
Astragalus exiguus es una especie nativa de Siria.

## Taxonomía
Fue descrita científicamente por Post. Fue publicado en Pl. Post. 3: 7 (1892).
Sinonimia
- Astragalus exigua (Post) D. Podl.